# Ridderorden in Hongarije
Hongarije heeft als koninkrijk, republiek en volksrepubliek ridderorden en orden van verdienste gekend.
De oudste orden hadden het karakter van een militaire gemeenschap een "ridderlijke orde". Een dergelijke orde vocht tegen de heidenen.
- Orde van de Draak (Hongarije)
- Orde van Sint-Joris (Hongarije)

Het koninkrijk Hongarije is in de strijd tegen de Turken ten onder gegaan. Koning Lodewijk II uit het huis der Jagiellonen sneuvelde en via zijn zuster Anna erfden de Habsburgers de Hongaarse troon. Het heeft eeuwen geduurd voordat de Habsburgers de Turken van Hongaars grondgebied hadden verdreven.
De Duitse en Oostenrijkse keizers uit het huis Habsburg waren apostolisch koning van Hongarije en verleenden aan hun Hongaarse onderdanen Oostenrijkse onderscheidingen. Zie de Lijst van ridderorden in Oostenrijk.
- Ten behoeve van hun Hongaarse patrimonium werd in 1764 een orde gesticht. De in 1764 door Maria Theresia, koningin van Hongarije gestichte Orde van de Heilige Stefanus (Duits: "Königlich Ungarischer Orden des Heiligen Stephan", Hongaars: "Magyar királyi Szent Istvan lovagrend") was van 1764 tot 1918 de nationale Orde van het Koninkrijk Hongarije. In een andere vorm heeft de in 1938 door regent Hothy vernieuwde orde tot 1944 voortbestaan.

Toen de Dubbelmonarchie werd ingesteld was Hongarije een intern zelfstandig koninkrijk dat in gemenebest met het Keizerrijk Oostenrijk was verbonden.
Er was een gezamenlijke onderscheiding
- Het Keizerlijk-Koninklijk Oostenrijks-Hongaars Ereteken voor Kunst en Wetenschap 1887

Het Koninkrijk Hongarije 1918 - 1946
In 1918 verklaarde Hongarije zich onafhankelijk van het gemenebest met Oostenrijk. Na een kort intermezzo van de Radenrepubliek die mede door inzet van Roemeense troepen werd onderdrukt, werd de monarchie hersteld. De troon werd echter vacant verklaard. De regent-dictator, admiraal Horthy stichtte ridderorden en onderscheidingen in naam van een symbolische fons honorum.
- De Heldenorde, ook wel "Stand van de Dapperen", in het Hongaars "Vitézi rend" en in het Duits "Stand der Tapferen" geheten.
- Een Medaille voor Dapperheid ("Vitézségi érem")
- Het Kruis van Verdienste 1922
- De Hongaarse Orde van Verdienste
- Het "Signum Laudis", een overblijfsel uit de tijd van de Dubbelmonarchie.
- De Orde van de Heilige Kroon
- De Keten van Corvin voor kunsten en wetenschappen. 1930

De Republiek Hongarije
Op 1 februari 1946 werd Hongarije een republiek.
De nieuwe republiek was bezet door Russische troepen en de communisten gingen een steeds grotere rol in het landsbestuur spelen. Dat komt ook in het decoratiestelsel naar voren.
- De Vrijheidsorde (1946-1953 en november 1957 tot april 1958)
- De Orde van Verdienste van de Republiek Hongarije in 1946 ingesteld naar het model van de oude Orde van Verdienste uit 1922. In 1949 werd dit de Orde van Verdienste van de Volksrepubliek Hongarije.
- De Orde van Verdienste voor de Arbeid 1948 - 1953
- De Erekrans van de President van de Republiek 1948 - 1949
- De Kosuth-Orde 1948

De Volksrepubliek Hongarije
De volksrepubliek volgde het voorbeeld van de Sovjet-Unie en stelde socialistische orden in. Deze hebben vaak een enkele graad en de vorm van een - vaak rode- ster. Het gemis aan graden werd goedgemaakt door het meermaals verlenen van dezelfde onderscheidingen aan dezelfde persoon.
Er werden erg veel orden ingesteld en de machthebbers verleenden elkaar, hun bondgenoten en hun aanhang vele duizenden onderscheidingen. Een verdienstelijk arbeider of partijorganisator kon na verloop van jaren dan ook met een borst vol sterren en linten worden gezien.
In een aantal gevallen verleende men onderscheidingstekens met edelstenen als diamanten en robijnen. Zie de Lijst van ridderorden en onderscheidingen van maarschalk Tito.
Men zag in Hongarije af van grootlinten en de traditioneel om de hals gedragen commandeurskruisen. Omdat de partijbonzen geen rokkostuum droegen kwamen deze ook niet meer van pas. Men droeg de linten en sterren op de jas van het kostuum.
Typisch voor het Sovjetsysteem was ook het invoeren van de titel "Held" van de Arbeid of de republiek.
- De Orde van Verdienste van de Volksrepubliek Hongarije1949 - 1953
- De Orde van de Hongaarse Republiek
- De Orde van de Held van de Socialistische Arbeid Szocialista Munka Hőse
- De Orde van de Vlag van de Volksrepubliek Hongarije met diamanten Zászlórendje gyémántokkal-
- De Orde van de Held van de Volksrepubliek Hongarije Hőse

- De Orde van Verdienste van de Volksrepubliek Hongarije Érdemrendje
- De Orde van Verdienste voor Vrede en Vriendschap Béke és Barátság Érdemrend
- De Orde van Verdienste van de Rode Vlag van de Arbeid Munka Vörös Zászló Érdemrendje
- De Orde van de Vlag van de Volksrepubliek Hongarije met robijnen Zászlórendje rubinokkal
- De Orde van Verdienste van het Socialistisch Vaderland Szocialista Hazáért Érdemrend
- De Orde van Verdienste van de Volksrepubliek Hongarije Érdemrendje és Érdemérme klf
- De Orde van Verdienste van de Rode Vlag Vörös Zászló Érdemrend
- De Orde van de Vlag van de Volksrepubliek met LauwerkransZászlórendje babérkoszorúval
- De Orde van de Vlag van de Volksrepubliek Hongarije Zászlórendje
- De Orde van Verdienste van Kossuth Kossuth Érdemrend

De Orde van Kosuth was veranderd in een socialistische orde en er werden alleen nog sterren in drie formaten toegekend.
- De Orde van Verdienste voor het Socialistische Hongarije Szocialista Magyarországért Érdemrend

- De Orde van de Ster van de Volksrepubliek Hongarije met krans Csillagrendje koszorúval
- De Orde van de Ster van de Volksrepubliek Hongarije met de Zwaarden Csillagrendje kardokkal
- De Orde van Verdienste van de Vierde April Április Negyedike Érdemrend
- De Orde van Verdienste van de Arbeid in Goud Munka Érdemrend arany fokozata
- De Orde van de Ster van de Volksrepubliek Hongarije Csillagrendje
- De Orde van Verdienste van de Rode Ster Csillag Érdemrend
- De Orde van Verdienste voor de Arbeid Magyar Munka Érdemrend
- De Vrijheidsorde Magyar Szabadság Érdemrend
- De Orde van Verdienste voor Buitengewone Verdiensten Kiváló Szolgálatért Érdemrend
- De Orde van Verdienste voor het Moederschap Anyasági Érdemrend/Érdemérem

De Republiek Hongarije

Toen de communistische regering viel werd Hongarije weer een "gewone" republiek. De communistische ridderorden werden afgeschaft en vervangen door onderscheidingen naar Europees model, veelal met de gebruikelijke vijf graden.
- De Orde van Verdienste van de Hongaarse Republiek
- Het Kruis van Verdienste
- De Orde van de Vlag van de Hongaarse Republiek
- De Orde van de Ster van de Hongaarse Republiek
- De Keten van Corvinus 2001

## Voetnoten
1. ↑  Op